# Laura Navidad
Laura Navidad(en inglés: Laura Xmas) es un álbum de estudio que fue lanzado por Laura Pausini el 4 de noviembre de 2016; este es su duodécimo álbum de estudio, y su primero con música de Navidad. El álbum está en inglés, italiano, español, francés y latín.

## Lista de canciones
| Lista de canciones - edición en inglés. |                                               |                                         |                                         |          |  |
| N.º                                     | Título                                        | Letras                                  | Música                                  | Duración |  |
| 1.                                      | «It's Beginning to Look a Lot Like Christmas» | Meredith Willson                        | Meredith Willson                        | 3:56     |  |
| 2.                                      | «Let It Snow! Let It Snow! Let It Snow!»      | Sammy Cahn                              | Jule Styne                              | 3:01     |  |
| 3.                                      | «Santa Claus Is Coming to Town»               | John Frederick Coots, Haven Gillespie   | John Frederick Coots, Haven Gillespie   | 2:07     |  |
| 4.                                      | «Jingle Bell Rock»                            | Joseph Carleton Beal, James Ross Boothe | Joseph Carleton Beal, James Ross Boothe | 3:47     |  |
| 5.                                      | «Have Yourself a Merry Little Christmas»      | Ralph Blane                             | Hugh Martin                             | 4:05     |  |
| 6.                                      | «Jingle Bells»                                | James Pierpont                          | James Pierpont                          | 3:27     |  |
| 7.                                      | «White Christmas»                             | Irving Berlin                           | Irving Berlin                           | 2:22     |  |
| 8.                                      | «Happy Xmas (War is Over)»                    | John Lennon, Yoko Ono                   | John Lennon, Yoko Ono                   | 3:24     |  |
| 9.                                      | «Feliz Navidad»                               | José Feliciano                          | José Feliciano                          | 2:44     |  |
| 10.                                     | «Adeste Fideles»                              | John Francis Wade                       | John Francis Wade                       | 3:11     |  |
| 11.                                     | «Oh Happy Day»                                | Edwin Hawkins                           | Edwin Hawkins                           | 4:40     |  |
| 12.                                     | «Noche de paz»                                | Joseph Mohr                             | Franz Xaver Gruber                      | 4:48     |  |

| Lista de canciones - edición en español. |                                               |                                         |                                         |          |  |
| N.º                                      | Título                                        | Letras                                  | Música                                  | Duración |  |
| 1.                                       | «It's Beginning to Look a Lot Like Christmas» | Meredith Willson                        | Meredith Willson                        | 3:56     |  |
| 2.                                       | «Va a Nevar»                                  | Sammy Cahn                              | Jule Styne                              | 3:01     |  |
| 3.                                       | «Santa Claus Llegó A La Ciudad»               | John Frederick Coots, Haven Gillespie   | John Frederick Coots, Haven Gillespie   | 2:07     |  |
| 4.                                       | «Jingle Bell Rock»                            | Joseph Carleton Beal, James Ross Boothe | Joseph Carleton Beal, James Ross Boothe | 3:47     |  |
| 5.                                       | «Have Yourself a Merry Little Christmas»      | Ralph Blane                             | Hugh Martin                             | 4:05     |  |
| 6.                                       | «Jingle Bells»                                | James Pierpont                          | James Pierpont                          | 3:27     |  |
| 7.                                       | «Blanca Navidad»                              | Irving Berlin                           | Irving Berlin                           | 2:22     |  |
| 8.                                       | «Happy Xmas (War is Over)»                    | John Lennon, Yoko Ono                   | John Lennon, Yoko Ono                   | 3:24     |  |
| 9.                                       | «Feliz Navidad»                               | José Feliciano                          | José Feliciano                          | 3:44     |  |
| 10.                                      | «Adeste Fideles»                              | John Francis Wade                       | John Francis Wade                       | 3:11     |  |
| 11.                                      | «Oh Happy Day»                                | Edwin Hawkins                           | Edwin Hawkins                           | 4:40     |  |
| 12.                                      | «Noche de Paz»                                | Joseph Mohr                             | Franz Xaver Gruber                      | 4:48     |  |

## Posicionamiento en las listas musicales
| Bélgica        | Ultratop 200 Flandes              | 39  |
| Bélgica        | Ultratop 200 Valona               | 41  |
| Croacia        | Top 40 Stranih                    | 6   |
| España         | Top 100 Álbumes                   | 15  |
| Estados Unidos | Classical Albums                  | 10  |
| Estados Unidos | Classical Crossover Albums        | 8   |
| Estados Unidos | World Albums                      | 3   |
| Francia        | Top 200 Albums                    | 182 |
| Hungría        | Top 40 álbum — Lista              | 25  |
| Italia         | Classifiche Albums Top 100        | 1   |
| Suiza          | Schweizer Hitparade Alben Top 100 | 19  |

## Certificaciones
| Territorio | Organismo certificador                      | Certificación | Ventas certificadas | Simbolización | Ref.   |
| ---------- | ------------------------------------------- | ------------- | ------------------- | ------------- | ------ |
| Italia     | Federación de la Industria Musical Italiana | 2X Platino    | 100 000             | 2 ▲           | [ 14 ] |